# Júlio César de Carvalho Teixeira
Júlio César de Carvalho Teixeira GCC • GCA • GCMAI (1884 — Lisboa, 26 de junho de 1959) foi um político e militar português.

## Biografia
Carvalho Teixeira participou na Primeira Guerra Mundial em França, tendo sido condecorado e recebido vários louvores. Também foi professor no Instituto de Altos Estudos Militares, e nas Escolas do Exército e Central de Oficiais.
Exerceu outros cargos públicos como o primeiro comissário do desemprego, vice-presidente da Câmara Municipal de Lisboa, entre 1926 e 1927, e como Ministro do Comércio e Comunicações.

## Prémios e homenagens
A 31 de dezembro de 1920 foi feito Oficial da da Ordem Militar de Avis, sendo elevado a Comendador em 28 de abril de 1928 e a Grande-Oficial em 28 de junho de 1941.
Em 5 de Outubro de 1930 foi feito a Grã-Cruz da Ordem do Mérito Agrícola, Comercial e Industrial, (actual Ordem do Mérito Empresarial) Classe Mérito Industrial.
Em 10 de janeiro de 1947 foi feito Grã-Cruz da Ordem Militar de Cristo.
Carvalho Teixeira recebeu ainda 8 medalhas militares.